# كأس السوبر المغربي الإماراتي للسيدات
كأس السوبر المغربي الإماراتي للسيدات أو كأس الصداقة هي بطولة أقيمت عام 2016 في إطار توأمة عقدت بين الإتحادين المغربي والإماراتي لكرة القدم.

## نظام البطولة
نظمت البطولة بمباراة واحدة أقيمت في الإمارات. بحيث يلعب بطلي الدوري المغربي و الدوري الإماراتي.
وعرفت تتويج سيدات الجيش الملكي بتغلبه على صاحب الأرض نادي أبوظبي الرياضي (4-2). وفرضت سيدات الجيش الملكي سيطرة مطلقة على المباراة، إذ تقدمن بنتيجة (4-0) قبل أن يقلص فريق أبوظبي الرياضي الفارق.

## قائمة النهائيات
| عام البطولة | البطل        | النتيجة | الوصيف         | المكان   |
| ----------- | ------------ | ------- | -------------- | -------- |
| 2016        | الجيش الملكي | 4–2     | أبوظبي الرياضي | الإمارات |